# Roberto Capelli
Pour les articles homonymes, voir Capelli.
Roberto Capelli (né le 18 avril 1957 à Nuoro) est un homme politique italien, membre du Centre démocrate, élu député en 2013,.